# Vadillo de la Guareña
Vadillo de la Guareña è un comune spagnolo di 316 abitanti situato nella comunità autonoma di Castiglia e León.